# 城北公園通

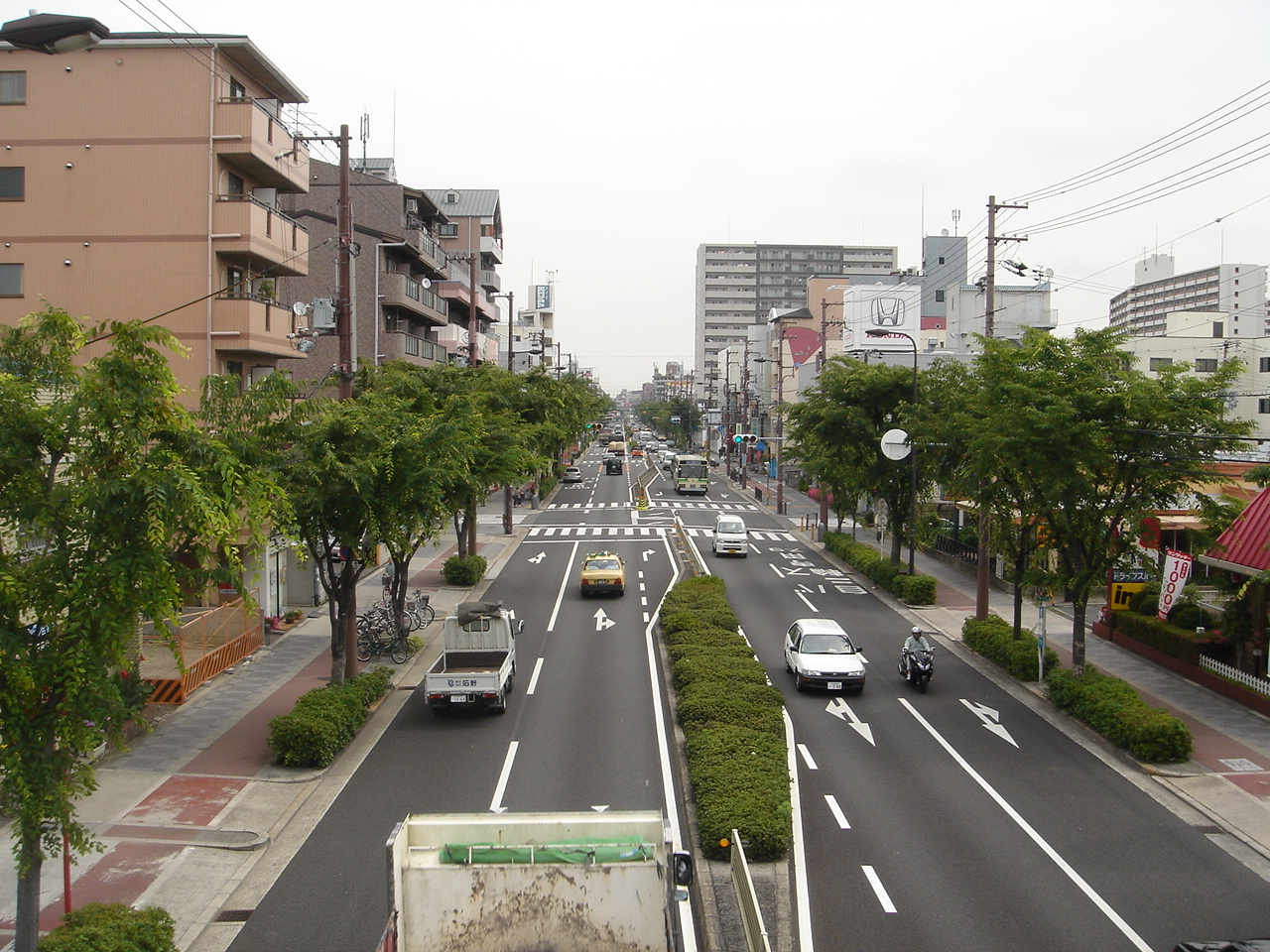
都島区毛馬町一丁目付近（2007年6月）

城北公園通（しろきたこうえんどおり）は、大阪市内を東西に走る主要地方道の愛称である。名称は沿線にある城北公園に由来する。

## 概要
区間は大阪市北区の豊崎四丁目西交叉点から旭区の今市交叉点までで、大阪市道中津太子橋線の一部に当たる。全線が片側2車線の4車線道路。
全線を大阪シティバス 34号系統が走っている。その他の系統のバスも走っており、バスの運行の多い通りである。通りのうち東側の区間に当たる天神橋八丁目交叉点（厳密には阪急千里線と交差する部分に設置されているアンダーパスの東側にある長柄西交叉点） - 今市交叉点間で、時間指定のバス専用レーンが左車線に設置されている。午前7時から9時は豊崎四丁目方向の左車線の一部区間、午後5時から7時は今市方向の左車線の一部区間がバス専用レーンとなる（自動二輪車はレーンを通行可）。ただし、朝ラッシュ時の都島区毛馬町二丁目バス停付近ではバス専用レーンを客待ちのタクシーが占領しており、バスがスムーズに運行できないばかりか、渋滞が発生しやすい状況になっている。
中宮付近には大阪工業大学があるため、飲食店などが多い。
平日の夕方は国道1号との合流点である今市交叉点を先頭に渋滞が頻発する。また、天神橋八丁目交叉点（天神橋筋との交点）でも渋滞が発生することがある。1969年までは赤川三丁目交叉点から今市交叉点には大阪市電が走っていた。この大阪市電は赤川三丁目から南に折れ、都島本通（現：地下鉄都島駅）を経由して、天六・大阪駅方面や天満橋、阿倍野橋方面に至っていた。赤川三丁目から今市は大阪市電の中で比較的後期に開通した区間であり、また大阪市電の中で最後に廃止になった区間でもある。
城東貨物線と交差する都島区大東町・旭区赤川では2019年春のおおさか東線全線開通時に城北公園通駅が設置された。JR西日本は当初この駅の仮称を「都島駅」としていたが、地元住民が、設置する駅の場所がOsaka Metroの都島駅から離れていることや、そのままの駅名だとその都島駅への連絡駅や、都島本通りと誤解される恐れがあるとして、当ページの地名に因んだ「城北公園通駅」に変更するように求める運動をしていた。そして2018年7月24日に地元住民の要望通り駅名が「城北公園通駅」に正式に決まった。

## 沿線情報
北区
- きんでん本社
- 大阪市立北図書館
- 天七北商店街
- アルフレッサ大阪物流センター
- 大川（毛馬橋）

都島区
- なにわ自転車道
- 毛馬桜之宮公園
- トーワブックス(TSUTAYA)
- ライフ毛馬店
- 大東商店街
- ファミリーマート大東町二丁目店
- 城北緑道
- 都島大東郵便局
- 淀川神社

旭区
- JRおおさか東線城北公園通駅
- 赤川商栄街
  - フォーブルあーる館
- 城北商店街
- 三井住友銀行赤川町支店
- 城北公園
- 大阪工業大学
- 常翔学園中学校・高等学校
- 池田泉州銀行大宮町支店（旧：池田店『●』）
- 今市商店街

## 交差する道路
- 交差する道路の特記がないものは一般の市道。

| 交差する道路など 南← ＜城北公園通＞ →北    | 交差する道路など 南← ＜城北公園通＞ →北 | 交差する場所 | 交差する場所 |
| ------------------------------------------ | --------------------------------------- | ------------ | ------------ |
| 市道中津太子橋線（済生会病院・大阪駅方面） |                                         |              |              |
| ＜新御堂筋＞※1 国道423号                   | ＜新御堂筋＞※1 国道423号                | 豊崎4西      | 北区         |
| ＜天神橋筋＞ 府道14号大阪高槻京都線        | ＜天神橋筋＞ 府道14号大阪高槻京都線     | 天神橋8      | 北区         |
| ＜天満橋筋＞ 都計新庄長柄線                |                                         | 長柄東       | 北区         |
| 大川                                       | 大川                                    | 毛馬橋       | 北区         |
| 大川                                       | 大川                                    | 毛馬橋       | 旭区         |
| 市道赤川天王寺線                           | 市道赤川天王寺線                        | 赤川3        |              |
| ＜城北筋＞※2 市道上新庄生野線              | ＜城北筋＞※2 市道上新庄生野線           | 城北公園前   |              |
| 国道1号※3                                  |                                         | 今市         |              |
| 国道1号（守口・京都方面）                  |                                         |              |              |

※1 豊崎4西交叉点では南北に新御堂筋本線がオーバーパスしており、千里ニュータウン・新大阪駅方面とのアクセスは不可。高架下の道路（難波・梅新東方面）のみアクセス可。
※2 城北公園前交叉点では南北に菅原城北大橋がオーバーパスしているが、城北公園通から直接アクセスすることは不可能。
※3 今市交叉点では城北公園通と国道1号蒲生4交叉点方面が鋭角に合流しているため、同交叉点での国道1号蒲生4方面とのアクセスは不可で、守口・京都方面のみアクセス可。今市交叉点の手前の交叉点同士（城北公園通は今市西交叉点、国道1号は今市1北交叉点）を結ぶ道路により、国道1号蒲生4方面とのアクセスが可である。案内標識にもそのように表示されている。

## バス停
- 豊崎北
- 豊崎神社前
- 本庄西二丁目
- 天神橋八丁目
- 長柄西（長柄八幡宮前）
- 長柄東
- 毛馬橋
- 毛馬町二丁目
- 大東町
- 赤川三丁目
- 生江
- 生江住宅（あさひあったかバス）
- 城北公園前
- 中宮（大阪工大前）
- 大宮小学校前
- 今市

## 交通量
2005年度（大阪国道事務所　道の資料室より）
平日24時間交通量（台）
- 大阪市北区本庄西3丁目：26,513
- 大阪市旭区中宮5丁目：28,087